# Célia Šašić
Célia Šašić, geboren als Célia Okoyino da Mbabi (Bonn, 27 juni 1988), is een Duits voormalig voetbalster die doorgaans als aanvalster speelde. Ze speelde van 2004 tot 2013 voor SC 07 Bad Neuenahr en van 2013 tot 2015 voor 1. FFC Frankfurt. Šašić maakte in 2005 haar debuut in het nationale elftal van Duitsland, waarvoor ze 111 interlands speelde en daarin 63 keer scoorde.

## Biografie
Šašić heeft een Kameroense vader en een Franse moeder. Ze was de enige speelster in de Duitse competitie van wie alleen de voornaam op haar tenue werd gedrukt, omdat haar oorspronkelijke naam Okoyino da Mbabi niet op het shirt paste. Op 8 augustus 2013 trouwde ze met de Kroatische voetballer Marko Šašić, wiens achternaam ze overnam.

### Clubcarrière
Šašić begon haar carrière als profvoetbalster in de Bundesliga voor SC 07 Bad Neuenahr. In 2013 maakte Šašić de overstap naar Frankfurt. Ze werd in haar eerste twee seizoenen als speelster van Frankfurt topscorer van de Bundesliga. In 2015 won ze met deze club de UEFA Women's Champions League door in de finale Paris Saint-Germain te verslaan.

### Interlandcarrière
In 2004 werd Šašić met Duitsland onder 19 Europees kampioen. Ze scoorde drie keer in de groepsfase van het toernooi.
Op 28 januari 2005 debuteerde ze in het Duitse seniorenelftal in een wedstrijd tegen Australië. Šašić haalde met Duitsland brons op de Olympische Spelen van 2008 en won het Europees kampioenschap in 2009 en 2013. Ze maakte deel uit van de selectie voor het wereldkampioenschap in 2011, waar de Duitse ploeg het in de kwartfinale aflegde tegen Japan, de uiteindelijke winnaars van het toernooi.
Ze werd door Silvia Neid opgenomen in de selectie voor het wereldkampioenschap in 2015. In de eerste wedstrijd van de Duitse dames scoorde ze in 31 minuten een hattrick. Daarmee brak ze het record voor de snelste hattrick in de geschiedenis van het WK vrouwenvoetbal. Haar ploeg won uiteindelijk met 10-0 van Ivoorkust, dat voor het eerst aan het toernooi deelnam.
Šašić werd in 2015 met zes doelpunten topscorer van het WK vrouwen 2015, waarop ze met de Duitse vrouwen als vierde eindigde. In juli 2015 beëindigde ze haar voetbalcarrière.

## Erelijst
Frankfurt
- UEFA Women's Champions League 2014-2015: winnaar

Duits elftal
- Wereldkampioenschap onder 19 2004: winnaar
- Olympische Zomerspelen 2008: brons
- Europees kampioenschap 2009: winnaar
- Europees kampioenschap 2013: winnaar

Persoonlijke prijzen
- Duits voetballer van het jaar: 2012
- Topscorer van de Bundesliga: 2013-2014, 2014-2015
- Fritz Walter-medaille: brons in 2005
- Europees voetballer van het jaar: 2015